# Спаське-Глибинне нафтове родовище
Спаське-Глибинне нафтове родовище — належить до Бориславсько-Покутського нафтогазоносного району Передкарпатської нафтогазоносної області Західного нафтогазоносного регіону України.

## Опис
Розташоване у Рожнятівському районі Івано-Франківської області на відстані 8 км від м. Рожнятів.
Знаходиться в першому ярусі складок центр. частини Бориславсько-Покутської зони. 
Виявлене у 70-х роках ХХ століття. Для району родовища характерний покривний стиль тектоніки. Берегова скиба Карпат перекриває Спаську та Верхньострутинську складки першого ярусу та частково Нижньострутинську. Ці структури взаємонасунуті у півн.-сх. напрямку одна на одну та на структури другого ярусу. Родовище пов'язане з трьома блоками півд.-західної частини (розміром по покрівлі продуктивного горизонту 7,0×1,5-1,5 м, висота 700 м) підвернутого крила Нижньострутинської фронтальної складки.У 1974 р. з менілітових порід при глибині вибою 4628 м отримано відкритий нафтогазовий фонтан.
Поклад пластовий, склепінчастий, тектонічно екранований. Режим покладу пружний та розчиненого газу. Родовище знаходиться у консервації. Запаси початкові видобувні категорій А+В+С1: нафти — 468 тис. т. Густина дегазованої нафти 850 кг/м³. Вміст сірки у нафті 0,12 мас. %. 